# (1053) Vigdis
(1053) Vigdis ist ein Asteroid des Hauptgürtels, der am 16. November 1925 vom deutschen Astronomen Max Wolf in Heidelberg entdeckt wurde.
Der Asteroid trägt einen gebräuchlichen altertümlichen skandinavisch-isländischen weiblichen Vornamen.